# Уранова промисловість України

Уранова промисловість України веде свою історію з кінця 1940-х років. Виробниче об'єднання «Придніпровський хімічний завод» (ВО «ПХЗ») у 1949–1991 роках переробляло доменний шлак, урановмісні концентрати та уранову руду. На території підприємства та поза його межами утворено сім хвостосховищ (бл. 42 млн т відходів переробки уранових руд) і цех для отримання окису-закису урану з азотнокислих розчинів. На початку ХХІ ст. здійснюються ліквідаційно-рекультиваційні заходи на об'єктах колишнього ВО «ПХЗ».
Сучасна уранова промисловість розвивається згідно Державної цільової економічної програми «Ядерне паливо України». На початку ХХІ ст. в Україні видобування власного природного урану становить 500–800 т. на рік, що забезпечує потреби вітчизняної атомної енергетики на 30%. Решту Україна імпортує з Росії, але до 2015 р. існують плани на 100% забезпечити себе ураном власного видобутку. Уранові родовища розташовані в основному в межах Кіровоградської області.
Основні запаси урану зосереджені в Кіровоградському урановорудному районі (оцінювані запаси понад 100 тис. т.); а також у Центральноукраїнському урановорудному районі. Родовища Побузького УРР відпрацьовані в 1990-х роках. В експлуатації перебувають Ватутінське, Мічурінське і Новокостянтинівське родовища, в резерві — Северинське родовище. Промислові родовища урану України представлені ендогенними родовищами в альбітитах і екзогенними родовищами у відкладеннях платформного чохла Українського щита. Україна має 12 детально розвіданих уранових ендогенних родовищ із сумарними запасами достатніми щоб забезпечити потреби діючих АЕС України на наступних 100 років.
Епігенетичні уранові родовища в осадовому чохлі Українського щита є по суті комплексними — вміщають ряд інших хімічних елементів: молібден, реній, селен, ванадій, скандій, що підвищує їх потенційну рентабельність розробки. Застосування технології підземного вилуговування у 2,5 рази знижує собівартість видобування урану.
Станом на 2010 р. повний цикл робіт з видобутку (підземним способом) та переробки уранових руд в Україні здійснює одне підприємство — ДП «Східний ГЗК». До його складу входять Смолінська шахта (працює з 1973 року), яка розробляє Ватутінське родовище, та Інгульська шахта (працює з 1969 року), що розробляє Мічурінське та Центральне. Резервне — Северинське родовище уранових руд. Виведення з експлуатації діючих шахт передбачається у 2020–2025 рр.
Переробка уранових руд і отримання уранового концентрату (U3О8) здійснюється на Гідрометалургійному заводі м. Жовті Води. Відходи (хвости) збагачення уранових руд зберігаються в спеціально обладнаному хвостосховищі "Балка «Щербаківська» (на 2010 р. — 37,4 млн т).
З 2000 р. в Кіровоградській області будується державне підприємство на базі Новокостянтинівського родовища (с. Олексіївка, Маловисківський район), яке є найбільш перспективним для України. Запаси родовища (100 тис.т. урану) оцінюють як найбільші в Європі і п'яті в світі за потужністю. Розробка Новокостянтинівського родовища дозволить Україні зайняти 2-е місце серед урановидобувних країн світу.
У 2016 р. Міністерство енергетики та вугільної промисловості України домовилося з міністерством енергетики Казахстану і Національної атомної компанією "Казатомпром" про створення спільного підприємства для видобутку урану в обох країнах. Казахстан має розвинуті технології вилуговування з видобутку урану. Казахстан також запросив Україну увійти в проєкт будівництва заводу з виробництва тепловиділяючих збірок (ТВЗ) для АЕС, який став би альтернативою Російському ТВЕЛу.